# Kurt Lewin
Pour les articles homonymes, voir Lewin.
Kurt Lewin (Kurt Zadek Lewin) (1890-1947) est un psychologue américain d'origine allemande spécialisé dans la psychologie sociale et le comportementalisme, acteur majeur de l'école des relations humaines. Ses travaux ont notamment porté sur la « recherche-action », sur la « théorie du champ » et on lui doit le concept de « dynamique de groupe », concept majeur de la « psychologie industrielle » qui devait devenir plus tard la psychologie du travail. Il est aussi connu pour être un des premiers à considérer la psychologie comme une « science dure » notamment dans ses recherches béhavioristes.
Esprit scientifique et humaniste, marqué par la montée du nazisme dans son pays natal, il a consacré toute sa vie à la défense des valeurs de tolérance et de liberté notamment au travers de ses travaux promouvant la démocratie à l’intérieur des groupes humains.

## Biographie

### Son enfance et ses formations
Né le 9 septembre 1890 à Mogilno, ville alors allemande (Prusse), Kurt Lewin est issu d'une famille juive de la classe moyenne. Ses parents sont commerçants et il est le deuxième enfant d'une fratrie de quatre enfants. À 19 ans, il s'inscrit en médecine à l'université de Fribourg-en-Brisgau puis s'oriente vers des études de biologie à l'université de Munich, puis à l'l'Université de Berlin, où il est l'élève de Carl Stumpf, suit des cours d'Ernst Cassirer. Il est reçu docteur en philosophie à l'Université de Berlin en 1914 en soutenant avec succès une thèse sur La psychologie du comportement et des émotions. Sa thèse sera complétée par des travaux ultérieurs et publiée simultanément à Londres et à Berlin en 1926.
A l'automne 1914, il est volontaire pour aller se battre au front lors de la Première Guerre mondiale. Cette expérience pousse Kurt Lewin à rédiger, en 1917, son premier ouvrage de psychologie. Il se base sur son expérience des tranchées pour démontrer que la perception d'un paysage donné diffère selon que le sujet est un soldat (pour lequel l'ennemi peut surgir à n'importe quel moment) ou un simple promeneur. Il en conclut dès lors que la perception de l'environnement dépend fortement des motivations, des attentes et des caractéristiques de l'individu.
Il finit la guerre avec le grade de lieutenant et est récompensé par la croix de fer de services rendus à la nation. De retour du front, où il perd un frère, il étudie la Gestalt aux côtés de Max Wertheimer et de Wolfgang Köhler. Il commence à développer son intérêt pour les travaux relatifs à la psychologie industrielle et aux questions agricoles tout comme Maximilien Ringelmann[réf. nécessaire].

### Sa carrière universitaire en Allemagne (1921 - 1933)
À l'automne 1921, il devient assistant professeur à l'Institut de psychologie de l'Université de Berlin. Il est nommé professeur de psychologie à l'université Humboldt de Berlin à l'âge de 36 ans (1926). Au cours de cette période d'après-guerre, Kurt Lewin publie trois articles sur la mesure des phénomènes psychiques. C'est en 1931 qu'il pose l'équation suivante : le comportement ({\displaystyle B}) est une fonction ({\displaystyle f}) de la personnalité ({\displaystyle P}) et de l'environnement ({\displaystyle E}), soit de manière formalisée : {\displaystyle B=f(P,E)}.
En 1933, face à la montée du national-socialisme et l'arrivée d'Hitler au pouvoir, Kurt Lewin, parce que juif, est sommé de quitter l'Allemagne avec sa famille, moyennant rançon, sous peine d'être incarcéré dans un camp de concentration. Il passe quelques mois en Angleterre, puis émigre aux États-Unis, où il obtient la nationalité américaine en 1940. Cette expulsion, de nature antisémite, est le point de départ de l'intérêt que Kurt Lewin porte à la psychologie sociale. En effet, il s'intéresse désormais davantage à l'interaction au sein d'un groupe (psychosociologie) qu'à l'homme et son environnement (comportementalisme). C'est de ces travaux qu'émerge notamment la théorie de la dynamique de groupe qui analyse l'engagement et le comportement des individus au sein d'un groupe.

### Sa carrière universitaire aux États-Unis (1934 - 1947)
Aux États-Unis, il occupe différents postes d'enseignement, tout d'abord à l'université de Stanford pendant un an, puis sera deux ans professeur de psychologie au sein de l'université Cornell, ensuite invité à occuper la chaire de psychologie de l'enfant à l'université de l'Iowa et à prendre la direction d'un Centre de recherches au département de psychologie de la même université. C'est au cours de cette période que Kurt Lewin publiera deux ouvrages qui contribueront à sa notoriété : A dynamic theory of personality (1935) et Principles of topological psychology (1936). En 1939, il retourne pour un an à l'Université de Stanford, puis en 1940 devient professeur à l'Université Harvard. C'est dans cette université que fut créée la première chaire de psychologie sociale en 1917 dont le second titulaire sera le fondateur de cette discipline, William McDougall. La méthode employée par Kurt Lewin dans ses études sur la psychologie sociale constitue une rupture avec ses prédécesseurs. Alors que ces derniers cherchaient à découvrir les lois fondamentales qui rendraient intelligibles toute conduite sociale, Kurt Lewin étudie la dynamique de phénomènes de groupes circonscrits aux dimensions concrètes et existentielles dans des contextes précis.

#### La naissance de la dynamique des groupes (1939 - 1947)
À partir de 1939, l'orientation des recherches de Kurt Lewin se déplace. S'il continue encore pour un temps à s'intéresser à des problèmes de psychologie individuelle tels que la frustration et la régression (Experimental on frustration and redression in children, 1937), puis les niveaux d'aspiration (Intelligence and motivation, 1940 Level of aspiration, 1944); et d'apprentissage (Field theory of learning, 1942, Conduct, knowledge and acceptance of new values, 1945) sa préoccupation dominante devient l'élaboration d'une psychologie des groupes qui soit à la fois dynamique et gestaltiste, c'est-à-dire définie par référence au milieu social dans lequel ils se trouvent (Authority and frustration, 1944 ; Resolving social conflicts ; Psychological problems in Jewish education 1946 ; Field theory in social sciences).
Tout en conservant son poste à Harvard, il fondera en 1945, à la demande du Massachusetts Institute of Technology, un centre de recherches en dynamique des groupes, le Research center for group dynamics. C'est au MIT qu'il élabore sa théorie de la dynamique des groupes, branche de la psychologie sociale.
En 1946, le directeur de la Commission de l'État du Connecticut le contacte afin qu'il aide les pouvoirs publics à lutter contre les préjugés raciaux et religieux au sein de l'État. Son action ayant lieu au sein de l'American Jewish Commission with the Commission of Community Interrelations.
On lui doit la citation « rien n'est plus pratique qu'une bonne théorie ». Pour Lewin, la recherche doit être un tremplin vers de nouvelles perspectives. C'est pourquoi il a toujours refusé les concepts de recherche appliquée et de recherche fondamentale au bénéfice d'une recherche plus novatrice.

#### Son décès et la parution posthume de ses œuvres
Kurt Lewin meurt subitement le 12 février 1947 à sa résidence de Newtonville (Massachusetts), non loin des deux centres universitaires où il travaillait. https://orbi.uliege.be/bitstream/2268/239358/1/Kurt%20Lewin%20et%20l%27accompagnement%20du%20changement.pdf
Après sa mort, les professeurs G. W. Allport de l'Université Harvard et D. Cartwright de l’Université de Michigan, en collaboration avec sa fille Gertrud W. Lewin, publieront deux tomes de ses œuvres.

## Études sur les minorités psychologiques
Kurt Lewin a publié quatre études sur la psychologie des Juifs. La première, Psychological problem of a minority group, est parue en 1935 ; la plus importante, Self-hatred among Jews, parue en 1941, traite des mécanismes d'autodépréciation observés. Kurt Lewin généralisa ses études à la psychologie des minorités en général dans une étude de 1943, Cultural Reconstruction.

## Études sur la dynamique des groupes en milieux professionnels
Kurt Lewin va mettre à jour plus précisément l’avantage productif que recèle, au-delà de la simple reconnaissance, l’autonomie et la participation des travailleurs, en allant ainsi plus loin qu’Elton Mayo. Il réalise pendant la guerre une expérience à la demande de l’armée consistant à trouver la meilleure manière de convaincre les citoyens de consommer des abats afin que la viande puisse être envoyée aux troupes. Dans les groupes de contrôle un nutritionniste faisait un cours sur l’alimentation, la rareté et le patriotisme. Dans les groupes expérimentaux, le même cours était administré, les mères de famille se réunissant ensuite pour discuter de ce qu’elles devaient faire. Le résultat, c’est que les groupes expérimentaux modifièrent beaucoup plus leur comportement que les groupes témoins.
Après-guerre, Kurt Lewin, convaincu que le travail doit pouvoir développer la personnalité au lieu de la détruire, lance son projet antérieur d’ « humanisation du système Taylor ». Par ses observations des styles de management sur la cohésion et la performance des groupes professionnels, il démontre que les deux principes fondateurs des démarches participatives sont : les travailleurs appliquent mieux les décisions qu’ils ont contribué à prendre, et ces décisions peuvent être – à certaines conditions – de meilleure qualité que celles prises par les experts extérieurs. Kurt Lewin est directement à l’origine des techniques de dynamique des groupes qui permettent de faire donner le meilleur de chacun des participants d’un groupe, quel que soit son objet, professionnel, éducatif, culturel.
Kurt Lewin expérimente le travail en équipes autonomes dans une usine de fabrication de pyjamas. Est confiée à une équipe d’ouvrières la responsabilité de déterminer elles-mêmes leurs objectifs et leurs méthodes de production. Le résultat fut une hausse de la productivité de 20 %, ce résultat fut par la suite confirmé par d’autres expériences similaires. Kurt Lewin démontre donc pour la première fois que les résultats d’une équipe autonome dépassent largement les performances d’une organisation taylorienne.
Il appartiendra à Douglas Mac Gregor d’approfondir le « développement organisationnel » de Kurt Lewin avec son ouvrage de référence « The Human Side of Enterprise » (1960) (La dimension humaine de l’entreprise).

## Études sur le leadership
Inspiré par la Gestalt comme par la physique théorique, Kurt Lewin considère que les relations d'un individu ou d'un groupe à son environnement sont régies par des attractions et répulsions comparables à des champs de force. Au MIT, avec le Research Center for Group Dynamics, il étudie aussi bien les préjugés raciaux que les styles de leadership.
Lewin, dans ses travaux sur l'apprentissage auprès des enfants a établi la théorie du leadership selon laquelle il existerait différents types de leadership ayant chacun des configurations différentes, notamment en lien avec la qualité de la production du produit réalisé et de la satisfaction de son producteur. Ces expériences ont été reprises par la suite par Lippitt et White dont la thèse avait été dirigée par Lewin. Ils ont publié les résultats de leurs recherches dans leur livre Autocracy and Democracy (1960).
L'expérience sur le leadership de Kurt Lewin consiste à constituer trois groupes d'enfants distincts lors d'activités de loisir au sein d'un centre aéré. L'objectif est de construire des modèles réduits d'avions avec une implication différente de la part des animateurs du groupe. On retrouve trois conditions expérimentales : un groupe « directif », un groupe « participatif » et un groupe « laissez-faire ». Les résultats de cette étude ont montré que le type de leadership pouvait avoir une influence sur le travail produit (qualité des biens manufacturés), mais aussi sur la satisfaction des producteurs (santé mentale au travail).
- Dans la condition « directive » l'animateur est directif dans sa passation d'ordres et ceux-ci ne peuvent pas être discutés (pas de rétro-action possible). L'animateur occupe donc ici un statut de chef assimilable au paternalisme.
- Dans la condition « participative » l'animateur est participatif avec tous les membres du groupe. L'apprentissage est basé sur l'interaction entre les membres du groupe et l'animateur occupe un poste d'animation dans l'apprentissage.
- Dans la condition « laissez-faire » l'animateur est en retrait face aux demandes du groupe. Son rôle est de surveiller les activités sans intervenir dans le groupe.

Cette théorie du leadership a été reprise par les psychologues scolaires dans la mise au point d'un modèle schématique de l'éducation des enfants. En effet on distingue trois étapes au cours desquelles l'enfant est éduqué de manière paternaliste (interdiction de sortir le soir à 4 ans), puis de manière participative (possibilité de sortir mais négociée avec les parents), et enfin laissé libre (majorité, libre décision de ses actes).

## Œuvres
- A dynamic theory of personality, 1935.
- Principles of topological psychology, 1936.
- Resolving social conflicts, 1948.
- Frontiers in Group Dynamics, 1946.
- Psychological Problems in Jewish Education, 1946.

### Traductions françaises
- Psychologie dynamique, traduction Marguerite et Claude Faucheux, 1959, PUF